# Combat de Floranges
Chouannerie
Batailles
Le combat de Floranges se déroule le 4 juin 1795, lors de la Chouannerie. Il s'achève par la victoire des chouans qui repoussent une attaque républicaine dans la forêt de Floranges, à Pluvigner.

## Prélude
Le récit le plus détaillé du combat est laissé par le chef chouan Jean Rohu dans ses mémoires. Selon ses écrits, après l'attaque de Grand-Champ et la mort de Sébastien de Silz, 3 000 chouans se rassemblent aux bois de Floranges, au nord du bourg de Pluvigner,,. Pierre Mercier et Jean Rohu arrivent eux-mêmes de Bignan avec 500 hommes et Georges Cadoudal les rejoint,,. Au bout de quelques jours, les chefs décident de licencier les différentes divisions, à l'exception de celle d'Auray, commandée par Cadoudal, qui compte alors 500 hommes à Floranges selon Rohu et qui s'attelle à réaliser des « dispositions de défense »,,.
L'attaque républicaine est peut-être menée par le général Josnet de Laviolais,. Dans une lettre adressée aux chefs de canton, le conseil royaliste du Morbihan écrit que l'affrontement oppose 4 000 républicains à 250 chouans. D'après les sources républicaines, la colonne de Josnet ne comptait cependant que 400 hommes à la date du 30 mai .

## Déroulement
Le 4 juin, les républicains lancent l'attaque sur le bois de Floranges. Le déroulement du combat est mal connu. La lettre du conseil royaliste du Morbihan indique seulement que « deux colonnes seulement ont pénétré dans la taille après avoir été repoussées ».
Dans ses mémoires, Rohu rapporte que Cadoudal le place à l'avant-garde avec un groupe de quinze hommes afin de défendre un chemin conduisant au camp,. Ses hommes, dissimulés derrières des fascines sur un coude de chemin, repoussent dans un premier temps les républicains, avant de battre en retraite lorsque ces derniers commencent à les déborder,. Cadoudal ensuite ordonne la retraite et ses hommes se replient sur le village de Resordoué, au nord-est du bourg de Pluvigner .

## Pertes
Dans sa lettre du 11 juin, le conseil royaliste du Morbihan annonce à ses chefs de canton que les pertes républicaines sont de 150 hommes, tant tués que blessés, contre seulement deux chouans tués et cinq blessés. Dans ses mémoires, Jean Rohu écrit pour sa part avoir eu deux hommes tués et neuf blessés sur les quinze combattants qu'il avait avec lui,.
Georges Cadoudal est lui-même blessé d'une balle à la cuisse d'après son neveu Louis Georges de Cadoudal, qui précise que « ce fut là l'unique blessure qui l'atteignit pendant le cours de ces guerres où il assista à plus de cent combats, tant en Bretagne qu'en Vendée ». Cependant d'après les mémoires de Guillevic, prêtre chargé de la rédaction de sa correspondance, Cadoudal aurait plutôt été blessé le 21 mai lors d'une escarmouche au village de Loperhet, près du bourg de Grand-Champ.